# Metropolitan Division
Metropolitan Division er en af de fire divisioner i den nordamerikanske professionelle ishockeyliga, National Hockey League, og den er en af de to divisioner, der udgør Eastern Conference i ligaen. Metropolitan Division blev oprettet i 2013 i forbindelse med en omstrukturering af ligaen som en delvis efterfølger til Atlantic Division og (delvist) Southeast Division. Seks af ligaens nuværende hold spillede fra 1981 til 1993 (et af holdene kom først med i 1982) i Patrick Division.
Metropolitan Division har siden oprettelsen i 2013 bestået af følgende otte hold fra det nordøstlige USA:
- Carolina Hurricanes
- Columbus Blue Jackets
- New Jersey Devils
- New York Islanders
- New York Rangers
- Philadelphia Flyers
- Pittsburgh Penguins
- Washington Capitals

Divisionen er den eneste af NHL's fire divisioner uden hold fra Canada.

## Hold
Divisionen blev dannet i 2013 i forbindelse med omstruktureringen af National Hockey League, hvor holdene blev inddelt i fire divisioner i stedet for de seks divisioner, som ligaen indtil da havde været opdelt i. Divisionen kom til at bestå af New Jersey Devils, New York Islanders, New York Rangers, Philadelphia Flyers og Pittsburgh Penguins, som indtil da havde spillet i Atlantic Division, Carolina Hurricanes og Washington Capitals fra Southeast Division samt Columbus Blue Jackets, der blev overført fra Central Division i Western Conference.
| 2013-20, 2021- |
| --- |
| Carolina Hurricanes Columbus Blue Jackets New Jersey Devils New York Islanders New York Rangers Philadelphia Flyers Pittsburgh Penguins Washington Capitals |
| Metropolitan Division (USA) |

## Resultater

### Divisionsmesterskaber
Divisionsmesterskabet for Metropolitan Division vindes af det hold i divisionen, der opnår flest point i National Hockey Leagues grundspil.
| Antal mesterskaber | Hold                  | Sæsoner                                     |
| ------------------ | --------------------- | ------------------------------------------- |
| 5                  | Washington Capitals   | 2015-16, 2016-17, 2017-18, 2018-19, 2019-20 |
| 1                  | Pittsburgh Penguins   | 2013-14                                     |
| 1                  | New York Rangers      | 2014-15                                     |
| 1                  | Carolina Hurricanes   | 2021-22                                     |
| -                  | Columbus Blue Jackets | -                                           |
| -                  | New Jersey Devils     | -                                           |
| -                  | New York Islanders    | -                                           |
| -                  | Philadelphia Flyers   | -                                           |

### Placeringer
Holdenes grundspilsplaceringer i Metropolitan Division.
| Hold                  | 1314 | 1415 | 1516 | 1617 | 1718 | 1819 | 1920 | 2122 |
| --------------------- | ---- | ---- | ---- | ---- | ---- | ---- | ---- | ---- |
| Carolina Hurricanes   | 7    | 8    | 6    | 7    | 6    | 4    | 4    | 1    |
| Columbus Blue Jackets | 4    | 5    | 8    | 3    | 4    | 5    | 6    | 6    |
| New Jersey Devils     | 6    | 7    | 7    | 8    | 5    | 8    | 8    | 7    |
| New York Islanders    | 8    | 3    | 4    | 5    | 7    | 2    | 5    | 5    |
| New York Rangers      | 2    | 1    | 3    | 4    | 8    | 7    | 7    | 2    |
| Philadelphia Flyers   | 3    | 6    | 5    | 6    | 3    | 6    | 2    | 8    |
| Pittsburgh Penguins   | 1    | 4    | 2    | 2    | 2    | 3    | 3    | 3    |
| Washington Capitals   | 5    | 2    | 1    | 1    | 1    | 1    | 1    | 4    |

### Sæsoner
| Sæson | Vinder Point                            | 2.-plads Point                          | 3.-plads Point                          | 4.-plads Point                          | 5.-plads Point                          | 6.-plads Point                          | 7.-plads Point                          | 8.-plads Point                          |
| 2013-14                                                                                                   | Pittsburgh 109                          | NY Rangers 96                           | Philadelphia 94                         | Columbus 93                             | Washington 90                           | New Jersey 88                           | Carolina 83                             | NY Islanders 79                         |
| 2014-15                                                                                                   | NY Rangers 113                          | Washington 101                          | NY Islanders 101                        | Pittsburgh 98                           | Columbus 89                             | Philadelphia 84                         | New Jersey 78                           | Carolina 71                             |
| 2015-16                                                                                                   | Washington 120                          | Pittsburgh† 104                         | NY Rangers 101                          | NY Islanders 100                        | Philadelphia 96                         | Carolina 86                             | New Jersey 84                           | Columbus 76                             |
| 2016-17                                                                                                   | Washington 118                          | Pittsburgh† 111                         | Columbus 108                            | NY Rangers 102                          | NY Islanders 94                         | Philadelphia 88                         | Carolina 87                             | New Jersey 70                           |
| 2017-18                                                                                                   | Washington† 105                         | Pittsburgh 100                          | Philadelphia 98                         | Columbus 97                             | New Jersey 97                           | Carolina 83                             | NY Islanders 80                         | NY Rangers 77                           |
| 2018-19                                                                                                   | Washington 104                          | NY Islanders 103                        | Pittsburgh 100                          | Carolina 99                             | Columbus 98                             | Philadelphia 82                         | NY Rangers 78                           | New Jersey 72                           |
| 2019-20                                                                                                   | Washington 90                           | Philadelphia 89                         | Pittsburgh 86                           | Carolina 81                             | NY Islanders 80                         | Columbus 81                             | NY Rangers 79                           | New Jersey 68                           |
| 2020-21                                                                                                   | Divisionen blev ikke afviklet i 2020-21 | Divisionen blev ikke afviklet i 2020-21 | Divisionen blev ikke afviklet i 2020-21 | Divisionen blev ikke afviklet i 2020-21 | Divisionen blev ikke afviklet i 2020-21 | Divisionen blev ikke afviklet i 2020-21 | Divisionen blev ikke afviklet i 2020-21 | Divisionen blev ikke afviklet i 2020-21 |
| 2021-22                                                                                                   | Carolina 116                            | NY Rangers 110                          | Pittsburgh 103                          | Washington 100                          | NY Islanders 84                         | Columbus 81                             | New Jersey 63                           | Philadelphia 61                         |
| - Kvalificeret til slutspillet om Stanley Cup. - Vinder af Presidents' Trophy. - † Vinder af Stanley Cup. |                                         |                                         |                                         |                                         |                                         |                                         |                                         |                                         |